# Malen (Piteå)
Malen is een Zweeds eiland behorend tot de Pite-archipel. Het eiland ligt tussen Bergskäret en Kluntarna. Het heeft geen oeververbinding en is onbewoond / onbebouwd.